# Gonomyia (Leiponeura) subnebulosa
Gonomyia (Leiponeura) subnebulosa is een tweevleugelige uit de familie steltmuggen (Limoniidae). De soort komt voor in het Oriëntaals gebied.